# سوداق
سُودَاق أو صُودَاق (بالأوكرانية: Судак، بالروسية: Судак، باللغة التترية القرمية:  Sudaq، باليونانية: Σουγδαία سُوْگْدَيِيَا) هي مدينة لها أهمية إقليمية في شبه جزيرة القرم في أوكرانيا. تمثل سوداق المركز الإداري لبلدية سوداق، وهي إحدى المناطق التي تنقسم إليها شبه جزيرة القرم. تقع 57 كيلومتر (35 ميل) غرب مدينة كفة (وهي أقرب محطة للسكك الحديدية) و104 كيلومتر (65 ميل) شرق من سيمفيروبول، عاصمة الجمهورية. عدد السكان: 16.492 نسمة (تعداد 2014).
تشهد المنطقة منذ أوائل 2014م أزمة سياسية بعدما قامت القوات المسلحة الروسية ببسط سيطرتها على شبه الجزيرة، واجرت استفتاء من بعده ضمت شبه الجزيرة إلى قوام روسيا الاتحادية والذي اعتبرته اوكرانيا ومعها المجتمع الدولي احتلال وتعدي على سيادة اوكرانيا ووحدة اراضيها.

## مقالات ذات صلة
- جمهورية القرم ذاتية الحكم
- ضم الاتحاد الروسي للقرم
- التدخل العسكري الروسي في أوكرانيا
- أوبلاستات أوكرانيا